# Simota (Kwaczała)
Simota – część wsi Kwaczała w Polsce, położona w województwie małopolskim, w powiecie chrzanowskim, w gminie Alwernia.
W latach 1975–1998 Simota administracyjnie należała do województwa krakowskiego.